# Agnieszka Kręglicka
Agnieszka Kinga Kręglicka (ur. 19 marca 1966) – polska restauratorka, felietonistka, autorka książek i programu telewizyjnego o tematyce kulinarnej.

## Życiorys
Studiowała socjologię. W 1989 wraz z bratem Marcinem otworzyła restaurację z kuchnią azjatycką Mekong w Warszawie, następnie otworzyli kolejne lokale w stolicy: meksykańską El Popo, greckie Santorini i Meltemi, włoską Chianti, Opasły Tom z kuchnią autorską, restaurację w Arkadach Kubickiego na Zamku Królewskim oraz zabytkową Fortecę, w której organizuje Targ Dobrego Jedzenia i festiwal win „Białe Czerwone”. Promotorka zrównoważonego rolnictwa.
Pisała felietony o gotowaniu dla „Wysokich Obcasów”, była też felietonistką m.in. „Gazety Wyborczej”. Współprowadzi z bratem program Para w kuchni na antenie stacji Kuchnia.tv.
Zamężna z Piotrem Petryką, mają dwoje dzieci: Kajetana i Tonię.

## Publikacje
- W kuchni u Kręglickich, Kraków: Znak, 2008 (współautor: Marcin Kręglicki)
- Nowa kuchnia świata, Kraków: Znak, 2005
- Nowa quchnia artystyczna. Kuchnia świata, Kraków: Znak, 2005 (współautorka: Marta Gessler)
- Qchnia artystyczna. Kuchnia świata, Kraków: Znak, 2002 (współautorka: Marta Gessler)
- Przyjęcia u Kręglickich. Świat Książki, (współautor: Marcin Kręglicki)
- Moniuszko w kuchni. 2019 (współautor Marcin Gmys)